# Alberto Curci
Alberto Curci (* 5. Dezember 1886 in Neapel; † 2. Juni 1973 ebenda) war ein italienischer Violinist, Komponist, Musikverleger und Violinpädagoge.
Curci, zunächst Violinschüler Angelo Fernis am Conservatorio San Pietro a Majella di Napoli, kam 1905 nach Berlin, um seine Studien bei Joseph Joachim als Basis für eine Konzertkarriere abzuschließen. Curci konzertierte fortan in den Hauptstädten Europas und Asiens. Während des Ersten Weltkriegs kehrte er nach Italien zurück und unterrichtete am Conservatorio di Musica Vincenzo Bellini in Palermo und am Conservatorio di Musica Arrigo Boito in Parma. Anschließend berief ihn Francesco Cilea auf den Lehrstuhl für Violine am Conservatorio San Pietro a Majella di Napoli, dessen Direktor Alberto Curci vier Jahrzehnte war. Zu seinen Schülern zählen unter anderem Aldo Pavanelli, Angelo Gaudino und Renato Carosone.
| Personendaten    | Personendaten                         |
| ---------------- | ------------------------------------- |
| NAME             | Curci, Alberto                        |
| KURZBESCHREIBUNG | italienischer Violinist und Komponist |
| GEBURTSDATUM     | 5. Dezember 1886                      |
| GEBURTSORT       | Neapel                                |
| STERBEDATUM      | 2. Juni 1973                          |
| STERBEORT        | Neapel                                |